# Rivière aux Herbes
Rivière aux Herbes är ett vattendrag i Guadeloupe (Frankrike). Det ligger i den sydvästra delen av Guadeloupe.